# El Audaz
El Audaz (der Kühne, der Mutige) ist eine Fernsehunterhaltungsshow, die jeden Samstagabend um 22.00 Uhr (Primetime) auf dem paraguayischen Fernsehsender Canal Trece ausgestrahlt wird. Die Sendung wurde von dem deutschen Geschäftsmann Carsten Pfau und dem paraguayischen Fernsehproduzenten Hernán Rodriguez entwickelt. Sie wurde erstmals im Juni 2021 ausgestrahlt. Rodriguez entwickelte das Gesamtkonzept der Sendung sowie das Hauptdrehbuch auf der Grundlage einer Idee von Pfau (der die kommerziellen Rechte an der Sendung besitzt).

## Konzept
Die Sendung, die stets von Carsten Pfau moderiert wird, ist in verschiedene Segmente unterteilt. Im ersten Segment interviewt Pfau einen erfolgreichen Geschäftsmann/-frau in Paraguay, wobei er sich insbesondere auf die Anfänge seiner Interviewpartner konzentriert, wie sie ihr Unternehmen gegründet haben, welche Hindernisse sie überwinden mussten usw.
Im Segment "Global Player" porträtiert die Sendung einen international erfolgreichen Unternehmer, wobei der Schwerpunkt auf Selfmade-Milliardären liegt, die ihr Unternehmen aus dem Nichts heraus aufgebaut haben.
Ein kurzer Clip mit dem Titel Financial Education gibt den Zuschauern Ratschläge zu finanziellen und monetären Themen.
Im Segment Business Rescue besucht Carsten Pfau kleine Unternehmen im ganzen Land, die sich in finanziellen Schwierigkeiten befinden, manchmal sogar am Rande des Konkurses. Pfau schlägt dem Geschäftsinhaber ein Geschäft oder eine andere Art von Transaktion vor, die geeignet ist, dem kleinen Unternehmen wieder auf die Beine zu helfen. In der allerersten Folge kaufte Pfau das gesamte Fleisch und die Fleischprodukte einer Kleinstadtmetzgerei auf, um die Finanzierung einer neuen Ausrüstung zu ermöglichen. In einer anderen Folge bezahlte er eine Großbestellung von Geschäftskleidung für sein Unternehmen im Voraus, um die Finanzierung eines Schneiders in einem Vorort zu ermöglichen.
Das am meisten beachtete Segment der Sendung besteht aus aufstrebenden Unternehmern, die auf der Suche nach einer Finanzierung oder einem strategischen Partner für ihre jeweilige Geschäftsidee sind. In jeder Folge stellen drei Kandidaten ihre Geschäftsideen einer Jury vor, die sich aus Moderator Carsten Pfau und seiner Frau, dem ehemaligen Model und Miss Paraguay (2017) Ariela Machado, zusammensetzt. Ariela Machado ist inzwischen auch als Führungskraft bei der Agri Terra Group tätig (der multinationalen Investmentgesellschaft im Besitz von Carsten und Michael Pfau). Als dritten Juror lädt die Show in der Regel die erfolgreiche Geschäftsperson, die für die Folge interviewt wurde, oder einen Prominenten aus der Welt der Wirtschaft, der Unterhaltung oder des Sports als Gastjuror ein.
Einer der drei Kandidaten gewinnt die Folge, basierend auf einer Entscheidung der Jury. Jeden Monat treffen sich alle Gewinner des jeweiligen Monats wieder, um den Monatssieger zu ermitteln, der dann ins Staffelfinale einzieht.
In der letzten Folge der Staffel verhandelt Carsten Pfau mit den Finalisten über Investment-Deals. Eine Expertenjury kürt den besten Kandidaten.

## Intro der Sendung
Das Intro zu jeder Sendung zeigt Carsten Pfau, wie er aus einem Cessna Citation VII Privatjet steigt und in einen roten Ferrari 458 einsteigt. Während er auf die Skyline von Asunción zufährt, erzählt Pfau (im Off) den Zuschauern, wie er sein Unternehmen mit einem Startkapital von nur 50 US-Dollar und einem Traum gegründet hat und später zu einem der stärksten Investoren Paraguays wurde. Das Intro zeigt auch kurze Eindrücke von Pfau zu Hause mit seiner Familie, am Telefon und bei Besprechungen in seinem Büro, sowie Szenen im Freien, in denen Pfau inmitten einer Rinderherde reitet, durch eine Orangenplantage geht und den EcoVita Country Club betritt (alle Unternehmen gehören Pfau). Das Intro endet damit, dass Pfau aus einer von einem Chauffeur gefahrenen Mercedes S-Klasse steigt und das Fernsehstudio betritt.

## Rezeption
Die Sendung wurde von den paraguayischen Zuschauern sehr gut aufgenommen und gilt als eine der meistgesehenen Sendungen zur Hauptsendezeit im paraguayischen Fernsehen.